# Diritti LGBT in Bangladesh
I diritti delle persone lesbiche, gay, bisessuali e transgender (LGBT) in Bangladesh non sono rispettati. Spesso queste persone devono affrontare discriminazioni e subire abusi fisici e psicologici. I rapporti sia sessuali sia affettivi tra persone dello stesso sesso sono illegali e punibili con pesanti multe o con diversi anni di reclusione, fino all'ergastolo. Come conseguenza il governo non concede il minimo riconoscimento alle coppie omosessuali, senza distinzione tra matrimonio e unione civile, e non offre neanche una tutela dalle discriminazioni. Parimenti, non esiste alcuna legge che indirizzi esplicitamente l'odio e le violenze contro la popolazione LGBT, ma ciò non ha comunque permesso lo sviluppo di un'associazione in difesa dei diritti di tali cittadini.

## Costituzione e Codice Penale
La Costituzione del Bangladesh contiene numerose disposizioni che potrebbero essere applicate ai cittadini LGBT:
- Articolo 19 - Parte II: Promette uguali opportunità a tutti i cittadini
- Articolo 27 - Parte III: Promette uguali opportunità davanti alla legge per tutti i cittadini
- Sono tutelate sia la libertà di stampa sia la libertà di religione, ma entrambe sono soggette a restrizioni basate "sulla decenza e sulla moralità"
- Un cittadino non è eleggibile in Parlamento se colpevole di "un reato di depravazione morale".

Secondo la Sezione 377 del Codice Penale del Bangladesh, "chiunque abbia volontariamente un rapporto carnale contro l'ordine della natura con qualsiasi uomo, donna o animale, è punito con la reclusione a vita, o con la reclusione per un periodo che può estendersi fino a dieci anni unito a una multa".

## La società del Bangladesh e le persone LGBT
Nonostante la manifestazioni pubbliche di affetto tra amici dello stesso sesso siano approvate e non sollevino alcuna polemica, c'è una forte resistenza nell'accettare l'omosessualità in quanto tale. Questo atteggiamento ostile è il risultato delle tradizioni religiose del paese, con l'Islam che è professato da circa il 90% della popolazione bengalese. Infatti, c'è una forte pressione sociale per sposare qualcuno del sesso opposto, la quale affonda le sue radici in un modello patriarcale di società. Inoltre, i membri esterni alle famiglie, tra cui la polizia e i gruppi di fondamentalisti religiosi, sono soliti ricattare, molestare e addirittura attaccare fisicamente le persone LGBT. Queste "guardie della moralità" non sono sanzionate dal governo, ma traggono vantaggio soprattutto dall'assenza di diritti civili e di leggi che contrastino l'odio basato sull'orientamento sessuale e sull'identità di genere.
Nel 2003, Gary Dowsett, un professore australiano, pubblicò un documento intitolato "A Review of Knowledge About the Sexual Networks and Behaviours of Men Who Have Sex with Men in Asia" che faceva parte di un più ampio studio sull'impatto che l'AIDS ha avuto nel paese. Gran parte di esso era incentrato sulla prostituzione maschile, ma riuscì a generare discussioni anche pubbliche sul tema dei diritti LGBT, tanto che addirittura i film indiani furono accusati di diffondere l'omosessualità. In risposta, alcune persone giudicarono questi punti di vista negativamente, in quanto scientificamente infondati e basati su pregiudizi.
Una ricerca è stata condotta recentemente in un'università al fine di sensibilizzare e di stimolare dibattiti sulla sessualità e ai diritti a essa relativi anche in contesto politico. Riunendo le parti interessate, compresi membri delle minoranze sessuali, accademici, fornitori di servizi, mezzi di comunicazione, politici e organizzazioni, la ricerca ha lavorato per portare visibilità alle minoranze nascoste e ai loro diritti. Passaggi critici verso la visibilità di queste minoranze comprendono la creazione di spazi sicuri per la loro libera associazione, lo sviluppo di materiali didattici per gli studenti universitari e la fondazione di gruppi in difesa dei diritti.

### Associazioni LGBT

Una bandiera arcobaleno per i bengalesi LGBT disegnata da John Ashley

Il primo tentativo di creare una comunità LGBT in Bangladesh risale al 1999, quando un uomo di nome Rengyu, descritto come "un colto straniero di mezza età da una tribù indigena", aprì il primo gruppo online per uomini bengalesi gay e lo chiamò "Gay Bangladesh". Arrivò a oltre 1000 iscritti, ma dopo la morte di Rengyu le attività sul gruppo rallentarono, fin quando lo stesso gruppo cominciò a essere trascurato dai suoi stessi membri. Nel 2002, comparvero sul portale Yahoo! due nuovi gruppi: "Teen Gay Bangladesh" e "Boys Only Bangladesh". Entrambi furono cancellati dalla società statunitense nel dicembre di quello stesso anno, e dopo numerosi tentativi e cambi di nome, a oggi è rimasto in vita soltanto il secondo, oggi noto come "Boys of Bangladesh". Il gruppo, oltre a essere quindi il più importante sito di riferimento per i bengalesi gay, organizza anche numerosi incontri sul tema dei diritti LGBT a Dhaka dal 2009, e infatti tra i suoi obiettivi vi è anche quello di cancellare la Sezione 377 del Codice Penale.
Oltre a questo, comunque, vi sono anche altri siti su Internet che, pur non essendo esplicitamente indirizzati a un pubblico LGBT, promuovono una maggiore libertà: è il caso di "Mukto-mona" (মুক্তমনা), che si descrive come "il sito degli umanisti e dei liberi pensatori bengalesi". Nel 2010, il dottor Avijit Roy, un ricercatore indipendente nonché autore scientifico associato con Mukto-mona pubblicò il libro "Homosexuality – A Scientific and Socio-Psychological Investigation" ("Omosessualità - Un'indagine scientifica e socio-psicologica" in italiano, "সমকামিতা : একটি বৈজ্ঞানিক এবং সমাজ-মনস্তাত্ত্বিক অনুসন্ধান" in bengalese) che, come si evince dal titolo, conteneva spiegazioni scientifiche sull'omosessualità. È stato il primo libro scritto in bengalese a trattare il tema delle persone LGBT e dei loro diritti umani.